# Vaginite
Vaginite ou vulvovaginite é a inflamação da vagina e da vulva. Os sintomas mais comuns são comichão, ardor, dor, corrimento vaginal e mau odor. Alguns tipos de vaginite podem causar complicações durante a gravidez.
As três principais causas são infeções, especificamente vaginose bacteriana, vaginite por candidíase  e tricomoníase). Entre outras causas menos comuns estão alergias a substâncias como espermicidas e sabões, ou a diminuição da quantidade de estrogénio no corpo durante a amamentação ou durante a menopausa. É possível que a mesma infeção tenha mais de uma causa. As causas mais comuns variam conforme a idade.
O diagnóstico geralmente consiste num exame vaginal, na medição do pH, e na cultura microbiológica do corrimento vaginal. Para o diagnóstico deve ser excluída a presença de outras doenças que manifestam sintomas semelhantes, como a inflamação do colo do útero, a doença inflamatória pélvica, o cancro, a presença de corpos estranhos ou doenças da pele.
O tratamento depende da causa subjacente. Se a causa é uma infeção, essa infeção deve ser tratada. Os banhos de assento podem ajudar a aliviar os sintomas. Os sabões e produtos de higiene feminina como sprays não devem ser usados. Cerca de um terço das mulheres são afetadas por vaginite pelo menos uma vez na vida. A doença é mais comum entre mulheres em idade fértil.